# Aeroport Internacional Hamid Karzai
L'Aeroport Internacional Hamid Karzai (paixtu: د حامد کرزي نړيوال هوايي ډګر; dari: میدان هوائی بین المللی حامدکرزی) (codi IATA: KBL, codi OACI: OAKB)) està situat a 5 quilòmetres del centre de la ciutat de Kabul a l'Afganistan. Serveix com un dels principals aeroports internacionals de la nació i com una de les majors bases militars, capaç d'albergar més de cent aeronaus. Anteriorment es deia Aeroport Internacional de Kabul i localment Aeroport Khwaja Rawash, encara que continua sent oficialment conegut per algunes aerolínies amb aquest últim nom. L'aeroport va rebre el seu nou nom en 2014 en honor de l'expresident Hamid Karzai. La decisió va ser presa per l'Assemblea Nacional de l'Afganistan i el Gabinet del president Ashraf Ghani.
L'aeroport ha estat ampliat i modernitzat en l'última dècada. Es va afegir una nova terminal internacional i l'antiga terminal s'utilitza ara per als vols nacionals. També es van construir diverses bases militars entorn de l'aeroport, que són utilitzades per les Forces Armades dels Estats Units i la Missió de Suport Decidit (RS) de l'OTAN (abans Força Internacional d'Assistència i de Seguretat). La Força Aèria Afganesa també té una base allí, mentre que la Policia Nacional Afganesa s'encarrega de la seguretat dins de les terminals de passatgers. El juny de 2016, la destinació que rebia més serveis des de l'Aeroport Internacional de Dubai, amb almenys quatre aerolínies de passatgers en la ruta, i algunes amb múltiples vols diaris.
Al final de la guerra de l'Afganistan, amb la Caiguda de Kabul (2021), des del 15 d'agost una multitud es va congregar als voltants de l'Aeroport, on els Estats Units garanteixen la seguretat i el control aeri, i des del què es van evacuar per aire unes 90.000 persones.

## Projecte d'ampliació
En 2006, el govern de l'Afganistan va acceptar un paquet de mesures ofert pel Japó per a la reconstrucció de les instal·lacions de l'aeroport. El pla incloïa la construcció d'una nova terminal per a vols internacionals valorada en 35 milions de dòlars, deixant l'existent per a vols locals i regionals. El contracte va ser signat al novembre de 2006 amb una constructora japonesa, i la terminal va ser oberta al públic el 6 de novembre de 2008. El president afganès, Hamid Karzai, i altres autoritats destacades, van participar en la cerimònia d'inauguració.
El gener de 2012, el sistema de radar es va reforçar amb una inversió de 20 milions d'euros per a assegurar la seguretat del tràfic aeri i cobrir tot l'espai aeri de l'Afganistan.